# Ben Brereton Díaz
Benjamin Anthony Brereton (* 18. dubna 1999), známý také jako Ben Brereton Díaz, je chilský profesionální fotbalista, který hraje na pozici útočníka za anglický klub Southampton FC a chilský národní tým.

## Mládí
Brereton Díaz se narodil ve Stoke-on-Trent v hrabství Staffordshire a navštěvoval střední školu Blythe Bridge High School. Narodil se Martinu Breretonovi, anglickému policistovi a bývalému amatérskému fotbalistovi v okresní lize, a Andree Breretonové (rozené Díazové), narozené v Concepciónu v Chile, která pracovala v Churchill China.

## Klubová kariéra

### Mládežnická kariéra
Od sedmi do 14 let hrál Brereton Díaz v mládežnickém týmu Manchesteru United. V roce 2013 přestoupil do Stoke City.

### Nottingham Forest
Brereton Díaz podepsal smlouvu s klubem EFL Championship Nottingham Forest v létě 2015 po svém propuštění ze Stoke City. Po svých působivých výkonech v klubové akademii, kde vstřelil 15 gólů ve 20 zápasech, podepsal 31. prosince 2016 s klubem novou smlouvu. Brereton Díaz debutoval v prvním týmu Forest 25. ledna 2017 jako střídající hráč v 76. minutě při prohře 0:2 s Leedsem United. Svůj první gól vstřelil 4. února, když vstřelil branku v nastaveném čase proti Aston Ville a zajistil Forest vítězství 2:1.
Dne 27. března 2017 byl Brereton Díaz, který odehrál deset zápasů a skóroval proti Fulhamu a Brentfordu, nominován na cenu Mladý hráč roku EFL Championship. Byl jedním ze tří nominovaných hráčů, dalšími byli Lloyd Kelly z Bristolu City a George Hirst ze Sheffieldu Wednesday. Brereton Díaz byl vyhlášen vítězem na EFL Awards 9. dubna v London Hilton of Park Lane. S Forestem následně 22. června 2017 podepsal dlouhodobou smlouvu, která ho v klubu měla udržet až do června 2021.

### Blackburn Rovers
Dne 28. srpna 2018 Brereton Díaz odešel na hostování do Blackburnu Rovers s tím, že v lednu 2019 měl přestoupit natrvalo. Dne 4. ledna 2019 podepsal Brereton Díaz s Blackburnem trvalou smlouvu za nezveřejněný poplatek, který se odhaduje na 7 milionů liber.
Brereton Díaz byl oceněn cenou Hráč měsíce EFL Championship za září 2021 poté, co v pěti zápasech vstřelil šest gólů, včetně hattricku proti Cardiffu City. Po sezóně 2021/22, kdy vstřelil 22 gólů a Blackburn skončil na 8. místě, klub povolil prodloužení smlouvy Breretona Díaze o jeden rok.
V sezóně 2022/23 vstřelil Brereton Díaz 14 gólů a Blackburn skončil na sedmém místě, těsně mimo pozice pro play-off. Jeho poslední zápas sezóny byl proti Millwallu, ve kterém vstřelil dva góly a Blackburn otočil stav zápasu z 1:3 na 4:3.
Dne 8. května 2023 bylo potvrzeno, že Brereton Díaz v létě Blackburn opustí.

### Villarreal
Dne 4. července 2023, po vypršení jeho smlouvy v Blackburnu, oznámil klub La Ligy Villarreal podpis čtyřleté smlouvy s Breretonem Díazem.

#### Hostování v Sheffieldu United
Dne 5. ledna 2024 se Brereton Díaz vrátil do Anglie na hostování do konce sezóny do klubu Sheffield United, který bojoval o záchranu v Premier League. Svůj debut za klub si odbyl jako náhradník ve druhém poločase při vítězství 4:0 nad Gillinghamem v FA Cupu. Svůj první gól za klub vstřelil 21. ledna při svém ligovém debutu proti West Hamu. Zápas skončil remízou 2:2.

### Southampton
Dne 30. července 2024 se Brereton Díaz připojil ke klubu Southampton FC na základě čtyřleté smlouvy. Svůj debut za klub si odbyl 17. srpna 2024 při venkovní porážce 1:0 s Newcastlem United.

## Reprezentační kariéra
Brereton Díaz se narodil v Anglii chilské matce a mohl tak hrát za oba národy. Za Anglii hrál v nižších věkových kategoriích, ale změnil příslušnost k Chile a v roce 2021 debutoval v seniorské reprezentaci.

### Anglie
V březnu 2017 byl Brereton Díaz poprvé povolán do anglického týmu do 19 let pro zápasy proti španělským, norským a běloruským protějškům. Manažer Keith Downing při prohře 0:3 se Španělskem a vítězství 5:1 nad Běloruskem chválil jeho výkony a lehkost při hře.
Brereton Díaz byl následně povolán do reprezentace Anglie na Mistrovství Evropy ve fotbale hráčů do 19 let 2017. Ve skupinové fázi vstřelil vítězný gól proti Nizozemsku a dva góly proti Německu. Brereton Díaz byl náhradníkem ve druhém poločase při vítězství nad Portugalskem ve finále. Jeho tři góly znamenaly, že Brereton Díaz byl nejlepším střelcem turnaje. Brereton Díaz hrál také na Mistrovství Evropy ve fotbale hráčů do 19 let 2018, kde vstřelil svůj jediný gól na turnaji v úvodním zápase skupinové fáze proti Turecku.

### Chile
Poté, co skupina jeho fanoušků během hraní hry Football Manager zjistila, že je napůl Chilan, zahájila kampaň na sociálních sítích, aby Brereton Díaz začal hrát za Chile. Toho se následně chopila celostátní média a 24. května 2021 byl Brereton Díaz poprvé povolán do chilského národního týmu manažerem Martínem Lasartem pro kvalifikaci na Mistrovství světa ve fotbale 2022 proti Argentině a Bolívii. Následně byl zařazen do chilského týmu pro Copa América 2021 a 14. června debutoval za Chile, když při remíze 1:1 nastoupil z lavičky proti Argentině. Dne 18. června si připsal svůj první start v základní sestavě, když vstřelil svůj první mezinárodní gól za La Roja proti Bolívii při výhře 1:0. V březnu 2024 ho trenér Chile Ricardo Gareca vyřadil z reprezentace kvůli nedostatečným znalostem španělštiny, ale později v červnu 2024 ho i tak zařadil do týmu na Copa América 2024.

## Osobní život
Brereton Díaz začal poprvé používat jméno Ben Brereton Díaz, když debutoval za Chile, protože španělská jména používají příjmení otce i matky. V červenci 2021 pak oznámil, že bude toto jméno používat i na klubové úrovni. Od té doby, co začal hrát za národní tým, Brereton Díaz řekl, že třikrát týdně chodí na lekce španělštiny a učí se národní hymnu.

## Statistiky

### Klubové
Platí k zápasu hranému 30. září 2024.
| Klub                         | Sezóna            | Liga              | Liga   | Liga | Národní pohár | Národní pohár | Ligový pohár | Ligový pohár | Kontinentální | Kontinentální | Celkově | Celkově |
| Klub                         | Sezóna            | Soutěž            | Zápasy | Góly | Zápasy        | Góly          | Zápasy       | Góly         | Zápasy        | Góly          | Zápasy  | Góly    |
| ---------------------------- | ----------------- | ----------------- | ------ | ---- | ------------- | ------------- | ------------ | ------------ | ------------- | ------------- | ------- | ------- |
| Nottingham Forest            | 2016/17           | EFL Championship  | 18     | 3    | —             | —             | —            | —            | —             | —             | 18      | 3       |
| Nottingham Forest            | 2017/18           | EFL Championship  | 35     | 5    | 2             | 1             | 2            | 0            | —             | —             | 39      | 6       |
| Nottingham Forest            | Celkově           | Celkově           | 53     | 8    | 2             | 1             | 2            | 0            | —             | —             | 57      | 9       |
| Blackburn Rovers             | 2018/19           | EFL Championship  | 25     | 1    | 2             | 0             | 1            | 0            | —             | —             | 28      | 1       |
| Blackburn Rovers             | 2019/20           | EFL Championship  | 15     | 1    | 1             | 0             | 1            | 0            | —             | —             | 17      | 1       |
| Blackburn Rovers             | 2020/21           | EFL Championship  | 40     | 7    | 2             | 0             | 1            | 0            | —             | —             | 43      | 7       |
| Blackburn Rovers             | 2021/22           | EFL Championship  | 37     | 22   | 0             | 0             | 1            | 0            | —             | —             | 38      | 22      |
| Blackburn Rovers             | 2022/23           | EFL Championship  | 43     | 14   | 4             | 1             | 3            | 1            | —             | —             | 50      | 16      |
| Blackburn Rovers             | Celkově           | Celkově           | 160    | 45   | 9             | 1             | 7            | 1            | —             | —             | 176     | 47      |
| Villarreal                   | 2023/24           | La Liga           | 14     | 0    | 1             | 0             | —            | —            | 5             | 0             | 20      | 0       |
| Sheffield United (hostování) | 2023/24           | Premier League    | 14     | 6    | 2             | 0             | —            | —            | —             | —             | 16      | 6       |
| Southampton                  | 2024/25           | Premier League    | 6      | 0    | 0             | 0             | 1            | 0            | —             | —             | 7       | 0       |
| Celkově v kariéře            | Celkově v kariéře | Celkově v kariéře | 247    | 59   | 14            | 2             | 10           | 1            | 5             | 0             | 276     | 62      |

### Reprezentační
Platí k zápasu hranému 10. září 2024.
| Národní tým | Rok     | Zápasy | Góly |
| ----------- | ------- | ------ | ---- |
| Chile       | 2021    | 9      | 3    |
| Chile       | 2022    | 8      | 1    |
| Chile       | 2023    | 10     | 3    |
| Chile       | 2024    | 8      | 0    |
| Celkově     | Celkově | 35     | 7    |

#### Reprezentační góly
Skóre a výsledky Chile jsou vždy zapsány jako první. Góly Bena Breretona Díaze jsou zvýrazněny.
| Gól | Datum           | Místo                                                     | Zápas | Soupeř                 | Skóre | Výsledek | Soutěž                                           |
| --- | --------------- | --------------------------------------------------------- | ----- | ---------------------- | ----- | -------- | ------------------------------------------------ |
| 1.  | 18. června 2021 | Arena Pantanal, Cuiabá, Brazílie                          | 2.    | Bolívie                | 1:0   | 1:0      | Copa América 2021                                |
| 2.  | 10. října 2021  | Estadio San Carlos de Apoquindo, Santiago de Chile, Chile | 7.    | Paraguay               | 1:0   | 2:0      | Kvalifikace na Mistrovství světa ve fotbale 2022 |
| 3.  | 14. října 2021  | Estadio San Carlos de Apoquindo, Santiago de Chile, Chile | 8.    | Venezuela              | 3:0   | 3:0      | Kvalifikace na Mistrovství světa ve fotbale 2022 |
| 4.  | 27. ledna 2022  | Estadio Zorros del Desierto, Calama, Chile                | 10.   | Argentina              | 1:1   | 1:2      | Kvalifikace na Mistrovství světa ve fotbale 2022 |
| 5.  | 16. června 2023 | Estadio Sausalito, Viña del Mar, Chile                    | 20.   | Dominikánská republika | 1:0   | 5:0      | Přátelský zápas                                  |
| 6.  | 16. června 2023 | Estadio Sausalito, Viña del Mar, Chile                    | 20.   | Dominikánská republika | 2:0   | 5:0      | Přátelský zápas                                  |
| 7.  | 16. června 2023 | Estadio Sausalito, Viña del Mar, Chile                    | 20.   | Dominikánská republika | 3:0   | 5:0      | Přátelský zápas                                  |

## Úspěchy
Anglie U19
- Mistrovství Evropy ve fotbale hráčů do 19 let: 2017

Individuální
- Zlatá kopačka na Mistrovství Evropy ve fotbale hráčů do 19 let: 2017
- Mladý hráč roku EFL Championship: 2016/17
- Hráč měsíce EFL Championship: září 2021
- Hráč roku Blackburn Rovers: 2021/22
- Mladý hráč roku Blackburn Rovers: 2021/22
- Chilský fotbalista roku: 2022
- Tým roku EFL Championship: 2021/22